# جوزف کلود سینل
جوزف کلود سینل (به انگلیسی: Joseph Claude Sinel)؛ (زادۀ ۲۷ سپتامبر ۱۸۸۹ میلادی – درگذشتۀ ۲۷ ژانویهٔ ۱۹۷۵ میلادی) همچنین به نام جو سینل یا «اوکلند جو» شناخته می‌شود، یک طراح صنعتی آمریکایی پیشگامِ متولد نیوزیلند بود. او در زمان حیات خود و از آنجایی که به عنوان «پدر طراحی صنعتی آمریکا» به او اشاره می‌شود، چیزی را تأسیس کرد که بسیاری آن را اولین ممارست طراحی صنعتی کشور می‌دانستند.